# Ковель-Волынь
«Ковель-Волынь» (укр. Ковель-Волинь) — украинский футбольный клуб из города Ковеля, Волынская область. Домашние матчи проводит на местном стадионе «Верес» (бывший «Сельмаш»)

## История
Годом основания футбольного клуба считается 1986. В 1994 году команда, под названием ФК «Ковель», впервые приняла участие в чемпионате Волынской области, где в дебютном сезоне стала чемпионом. На следующий год «Ковель» стал победителем своей группы областного первенства, однако в финальном турнире был лишь третьим. В 1996 году команда дебютировала в чемпионате Украины среди любителей, где отыграла только первый круг группового турнира, после чего «Ковель» был заменён командой «Динамо» из поселка Маневичи
Снова на всеукраинской арене, уже как муниципальный клуб, «Ковель» появился только в 2000 году. В любительском чемпионате Украины команда вышла в финальный турнир, а в матче за третье место обыграла львовский клуб «СКА-Орбита», в итоге завоевав бронзовые награды первенства. В следующем году команда, под названием «Ковель-Волынь-2» заявилась для участия во Второй лиге Украины, в качестве фарм-клуба луцкой «Волыни». Первую игру в статусе профессионалов ковельцы провели 22 июля 2001 года, на выезде уступив николаевскому «Цементнику» со счётом 2:1. Дебютный гол команды забил Роман Жерш, однако позднее результат матча был аннулирован, из-за участия в составах обеих клубов незаявленных игроков (в итоге обе команды получили техническое поражение). На профессиональном уровне клуб выступал на протяжении двух лет, занимая места в середине турнирной таблице. В 2003 году место фарм-клуба лучан заняла млыновская «Иква», а ковельская команда была снята с чемпионата.
В областных соревнованиях команда продолжала выступать под названием «Ковель», в период 2000—2014 годов 7 раз выигрывая первенство области и став обладателем Кубка Волынской области в 2011 году. В 2014 году на базе муниципального футбольного клуба был создан футбольный центр «Ковель-Волынь», объединяющий взрослую команду, детско-юношескую академию и женскую команду. В сезонах 2016/17 и 2019/20, после длительного перерыва, клуб снова принял участие в любительском чемпионате Украины, однако, после приостановки турнира весной 2020 года, связанной с эпидемией COVID-19, команда не приняла участия в доигрывании сезона. Тем не менее, в сезоне 2020/21 «Ковель-Волынь» участвовал в розыгрыше любительского кубка Украины.

## Статистика
| Сезон   | Дивизион            | Место в чемпионате | И  | В  | Н | П  | ГЗ | ГП | О  | Кубок Украины |
| ------- | ------------------- | ------------------ | -- | -- | - | -- | -- | -- | -- | ------------- |
| 2001/02 | Вторая лига Украины | 14 из 19           | 36 | 10 | 6 | 20 | 31 | 51 | 36 | —             |
| 2002/03 | Вторая лига Украины | 6 из 15            | 28 | 11 | 6 | 12 | 29 | 31 | 39 | 1/32 финала   |

## Достижения
- Чемпионат Волынской области
  - Победитель (8): 1995, 2003, 2004, 2005, 2008, 2009, 2010, 2013
  - Серебряный призёр: 2011
  - Бронзовый призёр (6): 1996, 2007, 2016, 2017, 2018, 2020
- Кубок Волынской области
  - Обладатель (2): 2011, 2018
  - Финалист (5): 2015, 2016, 2017, 2019, 2020
- Суперкубок Волынской области
  - Обладатель (4): 2010, 2011, 2013, 2018
  - Финалист: 2014
- Любительский чемпионат Украины
  - Бронзовый призёр: 2000

## Главные тренеры (в профессиональный период)
- Александр Голоколосов (2001)
- Владимир Рева (2001)
- Анатолий Мураховский (2002)
- Анатолий Йоц (2002)
- Александр Томах-младший (2002)
- Анатолий Йоц (2003)